# سوازي
شعوب سوازي, تعتبر من الشعوب الناطقة بلغة تسمى نغوني ينتشرون في إسواتيني جنوب شرق أفريقيا، وغالبيتهم يعيشون في جنوب أفريقيا، وبعضهم في موزمبيق. ويتحدثون بلغات أخرى إلى جانب لغة (نغوني), مثل سي سواتي، واللغة الأفريقانية، و الإنجليزية وكذلك البرتغالية في موزمبيق وجنوب أفريقيا.